# Slatina (Loznica)
Slatina (Servisch cyrillisch Слатина) is een plaats in de Servische gemeente Loznica. De plaats telt 214 inwoners (2002).